# Dữu Lâu
Dữu Lâu là một phường phía bắc của thành phố Việt Trì, tỉnh Phú Thọ, Việt Nam.

## Địa lý
Phía đông giáp xã Trưng Vương
Phía nam giáp phường Tân Dân
Phía Tây giáp phường Nông Trang, Vân Phú
Phía bắc giáp xã Phượng Lâu.
Phường Dữu Lâu có diện tích 6,31 km², dân số thường trú năm 2002 là 10.000 người, mật độ dân số đạt 1.584 người/km².